# 栗木雅夫
栗木雅夫（くりきまさお）は、日本の物理学者。広島大学大学院先端物質科学研究科教授。

## 経歴
- 1996年 東北大学より理学博士の学位を取得。論文の題は「Study of Deep Inelastic Scattering of Polarized Electrons off Polarized Deuterons(偏極電子・偏極核子の深非弾性散乱の研究)」[1]。
- 1996－1999　東京大学原子核物理研究所　学術振興会特別研究員。
- 1999-2007 高エネルギー加速器研究機構 加速器研究施設助手、 講師[2]
- 2007-2009 広島大学大学院 先端物質科学研究科 准教授。
- 2009- 広島大学大学院 先端物質科学研究科（現先進理工系科学研究科） 教授。
- 2012年 - ILC戦略会議 委員
- 2022年 - 日本加速器学会会長。